# Хаттон, Рикки
Ричард Джон «Рикки» Хаттон (англ. Richard John "Ricky" Hatton; род. 6 октября 1978, Стокпорт, графство Большой Манчестер, Великобритания) — британский боксёр-профессионал, выступавший в 1-й полусредней весовой категории. Чемпион мира в 1-й полусредней по версии IBF (2005 и 2007); WBA, (2005),IBO (2007), полусредней по версии WBA, (2006), IBO (2009—2009) весовых категориях.
Старший брат профессионального боксёра Мэттью Хаттона.

## Биография

### 1997—2005
Дебютировал в сентябре 1997 года. Долгое время выступал против посредственных боксеров, не выезжая за пределы родной Англии.

### 3 апреля2004Рикки Хаттон —Деннис Хольбаек Педерсен
- Место проведения:  М. Е. Н. Арена, Манчестер, Ланкашир, Великобритания
- Результат: Победа Хаттона техническим нокаутом в 6-м раунде в 12-раундовом бою
- Статус: Рейтинговый бой
- Рефери: Дейв Пэррис
- Время: 2:32
- Вес: Хаттон 64,20 кг; Педерсен 63,50 кг
- Трансляция: Showtime
- Счёт неофициальных судей: Клод Абрамс (50—43), Кормак Кемпбелл (50—43), Крейг Уотт (50—43) — все в пользу Хаттона

В апреле 2004 года состоялся бой между Рикки Хаттоном и датчанином Денниса Хольбаека Педерсена. Изначально противником Хаттона должен был быть Кельсон Пинто, но он сославшись на грипп, отказался от боя. В начале 4-го раунда Хаттон провёл левый хук в печень, и Педерсен опустился на колено. Он поднялся на счёт 9. Хаттон попытался добить противника, но тот держался, изредка отвечая на атаки. В конце 4-го раунда Хаттон вновь провёл левый хук в печень. Педерсен рухнул на канвас. Он с трудом поднялся на счёт 9. После возобновления боя Хаттон сразу же обрушил на противника град ударов, но датчанин смог продержаться до гонга. В конце 6-го раунда Хаттон провел спуртовую атаку по корпусу и в голову. Значительная часть ударов пришла в цель. Педерсен сразу же попытался ответить, но в это время рефери Дейв Пэррис неожиданно вмешался и прекратил поединок. Датчанин с решением рефери не спорил.

### 4 июня2005Рикки Хаттон—Костя Цзю
- Место проведения:  М. Е. Н. Арена, Манчестер, Ланкашир, Великобритания
- Результат: Победа Хаттона техническим нокаутом в 11-м раунде
- Статус: Чемпионский бой за титул IBF в 1-м полусреднем весе (4-я защита Цзю)
- Рефери: Дейв Пэррис
- Время: 3:00
- Счет судей: Мануэль Маритскалар (105—104), Альфред Асаро (106—103), Дон Акерман (107—102) — все в пользу Хаттона
- Вес: Хаттон 63,38 кг; Цзю 63,50 кг
- Трансляция: Showtime

В июне 2005 году Хаттон вышел на ринг против бывшего абсолютного чемпиона мира в 1-м полусреднем весе Константина Цзю. Бой состоялся в Англии. Хаттон навязал Цзю свой жесткий мощный и хлесткий стиль. К концу боя Рикки полностью доминировал на ринге. В перерыве между 11 и 12 раундами Цзю категорически отказался продолжать бой и Джонни Люис снял Цзю с боя.

### 2005—2006
В 2005 году Хаттон нокаутировал панчера Карлоса Мауссу.
В 2006 году Хаттон поднялся на категорию выше — в полусредний вес. Впервые он отправился на бой в США, где встречался с панчером Луисом Колаццо. В 1-м раунде Хаттон послал Колаццо в нокдаун. К концу боя Колаццо начал доминировать, однако для победы этого не хватило. Хаттон победил в упорном бою единогласным решением судей.

### 20 января2007Хуан Уранго —Рикки Хаттон
- Место проведения:  Пэрис Лас Вегас, Лас-Вегас, Невада, США
- Результат: Победа Хаттона единогласным решением судей в 12-раундовом бою
- Статус: Чемпионский бой за титул IBF в 1-м полусреднем весе (1-я защита Уранго); чемпионский бой за вакантный титул IBO в 1-м полусреднем весе
- Рефери: Тони Уикс
- Счет судей: Роберт Хойл (109—119), Дейв Моретти (109—119), Джерри Рот (109—119) — все в пользу Хаттона
- Вес: Уранго 63,00 кг; Хаттон 63,00 кг
- Трансляция: HBO
- Счёт неофициального судьи: Харольд Ледерман (110—118 Хаттон)

В январе 2007 года Хаттон без труда победил по очкам Хуана Уранго.

### 23 июня2007Рикки Хаттон —Хосе Луис Кастильо
- Место проведения:  Томас энд Мэк Центр, Лас-Вегас, Невада, США
- Результат: Победа Хаттона нокаутом в 4-м раунде
- Статус: Чемпионский бой за титул IBO в 1-м полусреднем весе (1-я защита Хаттона)
- Рефери: Джо Кортес
- Время: 2:16
- Вес: Хаттон 63,50 кг; Кастильо 63,50 кг
- Трансляция: HBO
- Счёт неофициального судьи: Харольд Ледерман (30—27 Хаттон)

В июне 2007 года Хаттон вышел на ринг против очень сильного и опытного Хосе Луиса Кастильо. Хаттон доминировал в бою. В середине 4-го раунда он провёл левый хук по печени мексиканца. Тот через мгновение, согнувшись, присел на канвас. Кастильо не смог подняться на счёт 10. Рефери зафиксировал нокаут.

### 8 декабря2007Флойд Мейвезер —Рикки Хаттон
- Место проведения:  ЭмДжиЭм Гранд, Лас-Вегас, Невада, США
- Результат: Победа Мейвезера техническим нокаутом в 10-м раунде в 12-раундовом бою
- Статус: Чемпионский бой за вакантный титул WBC в полусреднем весе
- Рефери: Джо Кортес
- Счет судей: Пол Смит (88—82), Дэйв Моретти (89—81), Бёрт Клементс (89—81)
- Время: 1:35
- Вес: Мейвезер 66,70 кг; Хаттон 65,80 кг
- Трансляция: HBO PPV
- Счёт неофициального судьи: Харольд Ледерман (86—84 Мейвезер)

В декабре 2007 года состоялся бой двух непобеждённых боксеров — британца Рикки Хаттона и американца Флойда Мейвезера. Первые раунды проходили в равной борьбе. В 6-м раунде за удар по затылку рефери снял с Хаттона одно очко. С середины боя Мейвезер начал доминировать. Ближе к середине 10-го раунда Мейвезер зашёл в угол. Хаттон шёл на него. Мейвезер встречным левым крюком попал ему в челюсть. Хаттон боднул стойку и упал на спину. Он встал на счет 8. Мейвезер хотел было развить успех, но Хаттон начал клинчевать. Рефери разнял их. Мейвезер провел два левых хука подряд по челюсти Хаттона. Британец облокотился на канаты. Мейвезер принялся его добивать. Рефери остановил атаку американца. В это время Хаттон вновь упал на спину, и рефери прекратил бой. Одновременно из угла британца вылетело белое полотенце.

### 22 ноября2008Рикки Хаттон —Пол Малиньяджи
- Место проведения:  ЭмДжиЭм Гранд, Лас-Вегас, Невада, США
- Результат: Победа Хаттона техническим нокаутом в 11-м раунде в 12-раундовом бою
- Статус: бой за титул IBO (1-я защита Хаттона)
- Трансляция: HBO

Хаттон одержал досрочную победу в 11 раунде над Полом Малиньяджи. Хаттон лучше смотрелся по ходу всего поединка, и в конце 11 раунда тренер Малиньяджи Бадди Макгирт выбросил полотенце якобы за то, что Пол не слушался его команд. «Возможно, я бы и проиграл, если бы бой прошел полную дистанцию, но я никак не заслужил поражения нокаутом», — отреагировал Малиньяджи на решение своего тренера. «Заметно было, что он устает, но решение его угла остановить бой было слегка преждевременным, — поддержал его Хаттон. — Поли способен попортить нервы любому боксеру в своем весе».

### 2 мая2009Рикки Хаттон —Мэнни Пакьяо
- Место проведения:  ЭмДжиЭм Гранд, Лас-Вегас, Невада, США
- Результат: Победа Пакьяо нокаутом во 2-м раунде в 12-раундовом бою
- Статус: Чемпионский бой за титул IBO в первом полусреднем весе (2-я защита Хаттона)
- Рефери: Кенни Бейлесс
- Время: 2:59
- Первый полусредний вес
- Трансляция: HBO PPV

В первом раунде Пакьяо дважды отправлял Хаттона в довольно тяжелые нокдауны, но британец сумел выстоять и закончить раунд на ногах. На последней минуте второго раунда филиппинец провел левый боковой точно в челюсть британцу и отправил его в тяжёлый нокаут.

## Возвращение
14 сентября 2012 года Рикки Хаттон заявил о своём возвращении в профессиональный бокс. Его противником в бою, назначенном на 24 ноября 2012 года, стал украинский боксёр Вячеслав Сенченко. Хаттон уступил нокаутом в 9-м раунде, пропустив удар в корпус.

## Результаты боёв
| Бой | Дата             | Соперник                | Судьи              | Место боя                         | Раундов | Результат | Дополнительно |
| --- | ---------------- | ----------------------- | ------------------ | --------------------------------- | ------- | --------- | ------------- |
| 48  | 24 ноября 2012   | Вячеслав Сенченко       | Виктор Лоуджлин    | Манчестер, Великобритания         | 12      | Поражение | KO9           |
| 47  | 2 мая 2009       | Мэнни Пакьяо            | Кенни Байлес       | Лас Вегас, США                    | 12      | Поражение | KO2           |
| 46  | 22 ноября 2008   | Пол Малиньяджи          | Кенни Байлес       | Лас Вегас, США                    | 12      | Победа    | TKO11         |
| 45  | 25 мая 2008      | Хуан Ласкано            | Ховард Джон Фостер | Манчестер, Великобритания         | 12      | Победа    | UD12          |
| 44  | 8 декабря 2007   | Флойд Мейвезер          | Джо Кортес         | Лас Вегас, США                    | 12      | Поражение | TKO10         |
| 43  | 23 июня 2007     | Хосе Луис Кастильо      | Джо Кортес         | Лас Вегас, США                    | 12      | Победа    | KO4           |
| 42  | 20 января 2007   | Хуан Уранго             | Тони Уикс          | Лас Вегас, США                    | 12      | Победа    | UD12          |
| 41  | 13 мая 2006      | Луис Коллацо            | Джон Заблоцки      | Бостон, США                       | 12      | Победа    | UD12          |
| 40  | 26 декабря 2005  | Карлос Маусса           | Микки Ван          | Йоркшир, Великобритания           | 12      | Победа    | KO9           |
| 39  | 4 июня 2005      | Костя Цзю               | Дэв Паррис         | Манчестер, Великобритания         | 12      | Победа    | RTD11         |
| 38  | 11 декабря 2004  | Рэй Оливейра            | Микки Ван          | Лондон, Великобритания            | 12      | Победа    | KO10          |
| 37  | 1 октября 2004   | Майкл Стюарт            | Дэв Паррис         | Манчестер, Великобритания         | 12      | Победа    | TKO5          |
| 36  | 12 июня 2004     | Карлос Вильфредо Вилчес | Дэррил Риббинк     | Манчестер, Великобритания         | 12      | Победа    | UD12          |
| 35  | 3 апреля 2004    | Деннис Холбек Педерсен  | Дав Паррис         | Манчестер, Великобритания         | 12      | Победа    | TKO6          |
| 34  | 13 декабря 2003  | Бен Таки                | Микки Ван          | Манчестер, Великобритания         | 12      | Победа    | UD12          |
| 33  | 27 сентября 2003 | Алдо Назаредо Риос      | Микки Ван          | Манчестер, Великобритания         | 12      | Победа    | RTD9          |
| 32  | 5 апреля 2003    | Винс Филипс             | Иан Джон-Льюис     | Манчестер, Великобритания         | 12      | Победа    | UD12          |
| 31  | 14 декабря 2002  | Джо Хатчинсон           | Иан Джон-Льюис     | Ньюкасл-апон-Тайн, Великобритания | 12      | Победа    | KO4           |
| 30  | 28 сентября 2002 | Штефен Смит             | Микки Ван          | Манчестер, Великобритания         | 12      | Победа    | DQ2           |
| 29  | 1 июня 2002      | Имон Маджи              | Микки Ван          | Манчестер, Великобритания         | 12      | Победа    | UD12          |
| 28  | 9 февраля 2002   | Михаил Криволапов       | Микки Ван          | Манчестер, Великобритания         | 12      | Победа    | TKO9          |
| 27  | 15 декабря 2001  | Джастин Роуселл         | Микки Ван          | Лондон, Великобритания            | 12      | Победа    | TKO2          |
| 26  | 27 октября 2001  | Фредди Пендлтон         | Микки Ван          | Манчестер, Великобритания         | 12      | Победа    | KO2           |
| 25  | 15 сентября 2001 | Джон Бэйли              | Микки Ван          | Манчестер, Великобритания         | 12      | Победа    | TKO5          |
| 24  | 7 июля 2001      | Джейсон Роуланд         | Микки Ван          | Манчестер, Великобритания         | 12      | Победа    | KO4           |
| 23  | 26 марта 2001    | Тони Пеп                | Микки Ван          | Лондон, Великобритания            | 12      | Победа    | TKO4          |
| 22  | 21 октября 2000  | Джон Текстон            | Пол Томас          | Лондон, Великобритания            | 12      | Победа    | PTS12         |
| 21  | 23 сентября 2000 | Джузеппе Лаури          | Бартолом Торралба  | Лондон, Великобритания            | 12      | Победа    | TKO5          |
| 20  | 10 июня 2000     | Гилберт Квироус         | Дэн Кэлли          | Мичиган, США                      | 12      | Победа    | KO2           |
| 19  | 16 мая 2000      | Амбриорис Фигуэро       | Рой Френсис        | Чешир, Великобритания             | 12      | Победа    | TKO4          |
| 18  | 25 марта 2000    | Педро Алонсо Терадо     | Джон Кин           | Ливерпуль, Великобритания         | 12      | Победа    | TKO4          |
| 17  | 29 января 2000   | Леонсио Гарсес          | Микки Ван          | Манчестер, Великобритания         | 8       | Победа    | TKO3          |
| 16  | 27 февраля 1999  | Марк Уинтерс            | Дэв Паррис         | Ливерпуль, Великобритания         | 12      | Победа    | TKO4          |
| 15  | 9 октября 1999   | Бернард Пауль           | Дэв Паррис         | Манчестер, Великобритания         | 12      | Победа    | RTD4          |
| 14  | 17 июля 1999     | Марк Рэмзи              | Микки Ван          | Йоркшир, Великобритания           | 6       | Победа    | PTS6          |
| 13  | 29 мая 1999      | Диллион Карею           | Рой Френсис        | Йоркшир, Великобритания           | 12      | Победа    | TKO5          |
| 12  | 3 апреля 1999    | Брайан Кулеман          | Тони Уокер         | Лондон, Великобритания            | 10      | Победа    | KO2           |
| 11  | 27 февраля 1999  | Томми Пиакок            | Кейт Гарнер        | Олдем, Великобритания             | 10      | Победа    | TKO2          |
| 10  | 19 декабря 1998  | Пол Дентон              | Кейт Гарнер        | Ливерпуль, Великобритания         | 8       | Победа    | TKO6          |
| 9   | 31 октября 1998  | Кевин Картер            |                    | Нью-Джерси, США                   | 6       | Победа    | TKO1          |
| 8   | 19 сентября 1998 | Паскаль Монтулет        |                    | Оберхаузен, Германия              | 6       | Победа    | KO2           |
| 7   | 18 июля 1998     | Энтони Кэмпбелл         | Микки Ван          | Йоркшир, Великобритания           | 6       | Победа    | PTS6          |
| 6   | 30 мая 1998      | Марк Рэмзи              | Дензил Льюис       | Бристоль, Великобритания          | 6       | Победа    | PTS6          |
| 5   | 18 апреля 1998   | Карл Тейлор             | Фил Эдвардс        | Манчестер, Великобритания         | 4       | Победа    | TKO1          |
| 4   | 27 марта 1998    | Пол Сэлмон              | Джим Приддинг      | Телфорд, Великобритания           | 4       | Победа    | TKO1          |
| 3   | 17 января 1998   | Дэвид Томпсон           | Дэнзил Льюис       | Бристоль, Великобритания          | 4       | Победа    | TKO1          |
| 2   | 19 декабря 1997  | Роберт Альварес         |                    | Нью-Йорк, США                     | 4       | Победа    | UD4           |
| 1   | 11 сентября 1997 | Колин Маколи            | Фил Эдвардс        | Чешир, Великобритания             | 4       | Победа    | RTD1          |